# Främmestads landskommun
Främmestads landskommun var en tidigare kommun i dåvarande Skaraborgs län.

## Administrativ historik
Kommunen inrättades i Främmestads socken i Viste härad i Västergötland när 1862 års kommunalförordningar trädde i kraft. 
Vid kommunreformen 1952 uppgick landskommunen i Essunga landskommun som 1971 ombildades till Essunga kommun.

## Politik

### Mandatfördelning i Främmestads landskommun 1938-1946
| 6 | 7 | 7 |

| 19 |

| 2 | 7 | 6 | 5 |

| 20 |

| 5 | 10 | 5 |

| 20 |